# Textielfabriek S.A.W.

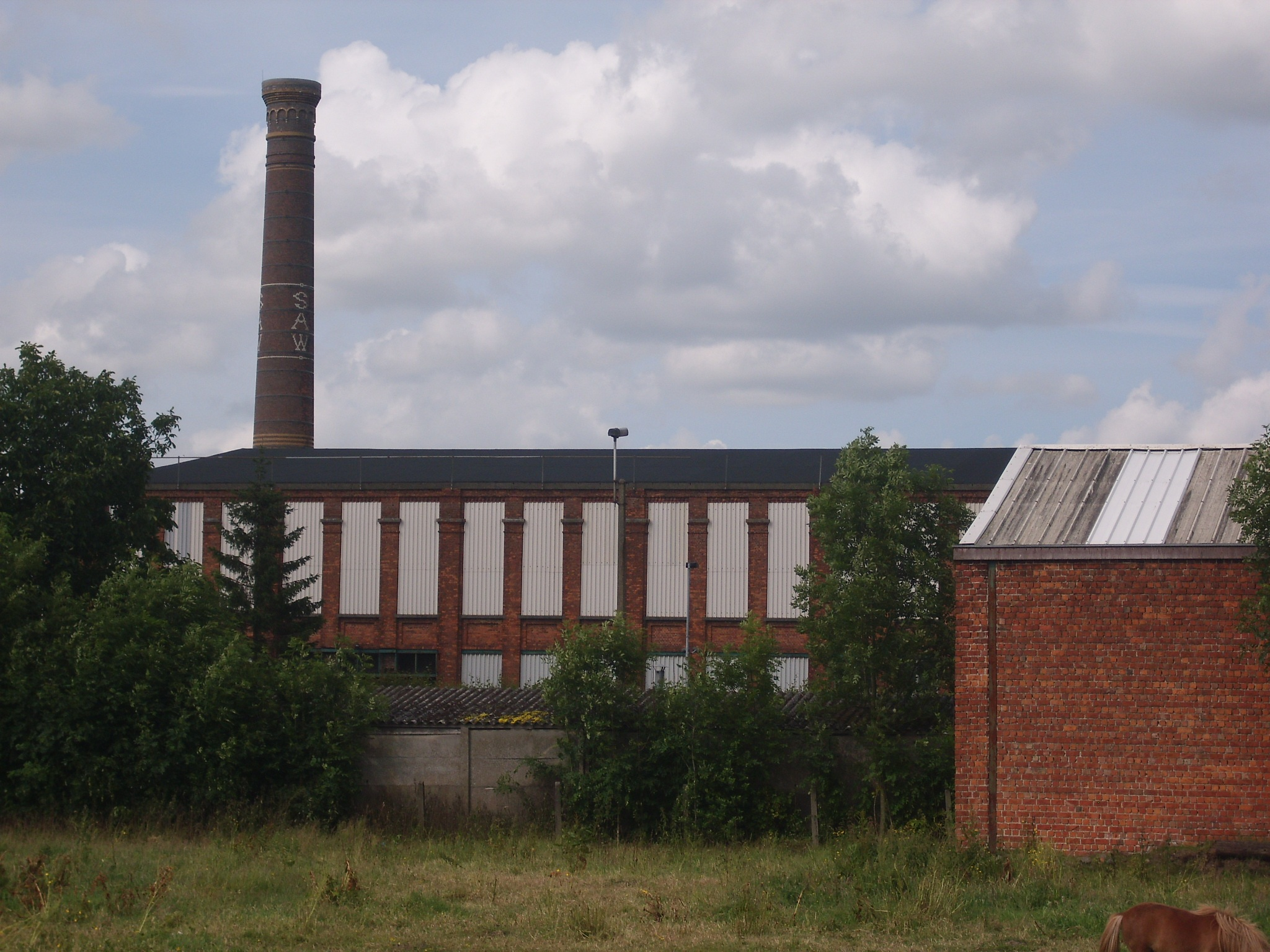
S.A.W. te Waarschoot

De Textielfabriek S.A.W. is een voormalig bedrijf in de tot de Oost-Vlaamse gemeente Lievegem behorende plaats Waarschoot, gelegen aan Hoekje 5-7.

## Geschiedenis
De Société Anonyme de Waerschoot (S.A.W.) werd opgericht in 1889 op een terrein, gunstig gelegen nabij het Station Waarschoot. In 1899 kreeg men zelfs een particuliere spoorverbinding. In 1903 werd de Société d'Heygere et Cie in het bedrijf opgenomen. In 1907-1908 werd een katoenspinnerij gebouwd, die in 1928, 1938 en 1946 nog werd uitgebreid. Uiteindelijk verrees op een terrein van 25 ha een fabriek van 26.000 m², omvattende een spinnerij, een weverij met 1200 getouwen, een ververij en een blekerij. Na de stillegging tijdens de Tweede Wereldoorlog bloeide het bedrijf in de jaren '50 en '60 van de 20e eeuw. Daarna ging het bergafwaarts. In 1975 fuseerde het bedrijf met het nabijgelegen Textilia aan de Oostmoer en in 1981 werden de gebouwen verkocht. De spinnerij werd gesloopt en in een ander deel van het complex kwam een metaalconstructiebedrijf.

## Gebouw
Er is nog een deel van het spinnerijgebouw behouden gebleven, met gietijzeren kolommen, troggewelven en dergelijke. Verder is nog een schoorsteen en een kantoorgebouw bewaard.